# Kurt L. Schwarz
Kurt Leo Schwarz (* 5. April 1909 in Wien, Österreich-Ungarn; † 10. Juli 1983 in Los Angeles) war ein US-amerikanischer Antiquar und Kunsthistoriker.

## Leben
Kurt L. Schwarz war der Sohn des Antiquars Ignaz Schwarz (1867–1925) der Margarete Horner. Seine Mutter wurde 1942 Opfer des Holocaust. Er studierte von 1927 bis 1932 an der Universität Wien Kunstgeschichte, Klassische Archäologie, Geschichte, Germanistik sowie Philosophie, unterbrochen vom Sommersemester 1930, in dem er in Berlin studierte. 1932 wurde er bei Julius von Schlosser mit einer Dissertation zu dem Maler Daniel Gran promoviert, die jedoch unpubliziert blieb. 
Seit 1927 arbeitete er Antiquariat, das nach Tod von Ignaz Schwarz von seiner Witwe geführt wurde, 1936 erhielt er Prokura. Am 13. März 1938, dem Tag nach dem Anschluss, emigrierte er, die Firma wurde „arisiert“ und auf Johann K. (Hanns) Paulusch (1901–1989) übertragen, der von 1920 bis 1928 für die Firma gearbeitet hatte. Ende 1940 verband dieser sich mit Hans von Bourcy und gründete die Firma „Bourcy & Paulusch“. Nach dem Krieg erstritt sich Kurt Schwarz gerichtlich eine Entschädigung.
Schwarz ging zuerst nach Paris, 1939 nach London und 1940 nach Shanghai, wo er bis 1941 Bibliothekar der Royal Asiatic Society Library war. Von 1940 bis 1947 arbeitete er für Heinz Egon Heinemann in dessen „Western Arts Gallery“ in Shanghai, die Bücher, Kunst und Gebrauchtwaren an deutsche Emigranten verkaufte. 1947 ging er in die USA, wo er in Beverly Hills (450 North Beverly Drive) das Antiquariat „Kurt L. Schwarz Antiquarian Books“ gründete, ab 1957 führte er dieses in Los Angeles (738 South Bristol Avenue). Er spezialisierte sich auf europäische Kunst und orientalische Kultur und gab über 125 Kataloge heraus.

## Veröffentlichungen
- Zum ästhetischen Problem des "Programms" und der Symbolik und Allegorik in der barocken Malerei. In: Wiener Jahrbuch der Kunstgeschichte 60, 1937, S. 79–88.